# Сабирнице
Сабирнице су елементи који се срећу у високонапонским и средњонапонским разводним постројењима, постројењима електрана и осталим постројењима и уређајима. Сабирнице су проводници који у општем случају омогућавају повезивање различитих елемената система.
У електранама, за везе између генератора, трансформатора и сопствене потрошње користе се круте сабирнице (од чврстих проводника). За везе на високонапонској страни трансформатора са високонапонским водовима користе се савитљиве, ужасте сабирнице. Могу се користити и сабирнице у виду крутих цеви, када се жели уштеда у простору. Израђују се од бакра, алуминијума или неког другог проводног материјала. Бакар се најчешће користи јер има добре електричне, механичке и температурне особине. 
Димензије сабирница одређене су максималном струјом која се предвиђа да ће тећи кроз сабирнице. Струја која тече кроз сабирнице изазива загревање као и механичко напрезање услед електромагнетних сила. У нормалном раду механичко напрезање није велико. Али у енерегетским и разводним постројењима, велике струје услед кратких спојева, атмосферских и унутрашњих пренапона су релативно честа појава. Ове струје изазивају краткотрајна, али велика механичка напрезања сабирница, и њихово загревање. И зато оне морају бити пројектоване да издрже ове екстремне радне услове. У случају ужастих сабирница, које се увек изводе на отвореном, додатно механичко оптерећење представља снег и лед који се формира на њима у зимским условима. Површина попречног пресека и димензије морају бити такве да сабирнице издрже и топлото и механичко напрезање.
Ниво изолације сабирница зависи од њиховог напонског нивоа. Сабирнице се могу налазити на потпорним изолаторима, висећим изолаторима или проводним изолаторима. Могу бити и потпуно изоловане неким изолационим материјалом. Сабирнице се штите од случајног додира смештањем у оклопљена кућишта или постављањем ван могућности додира.